# Сонгкран

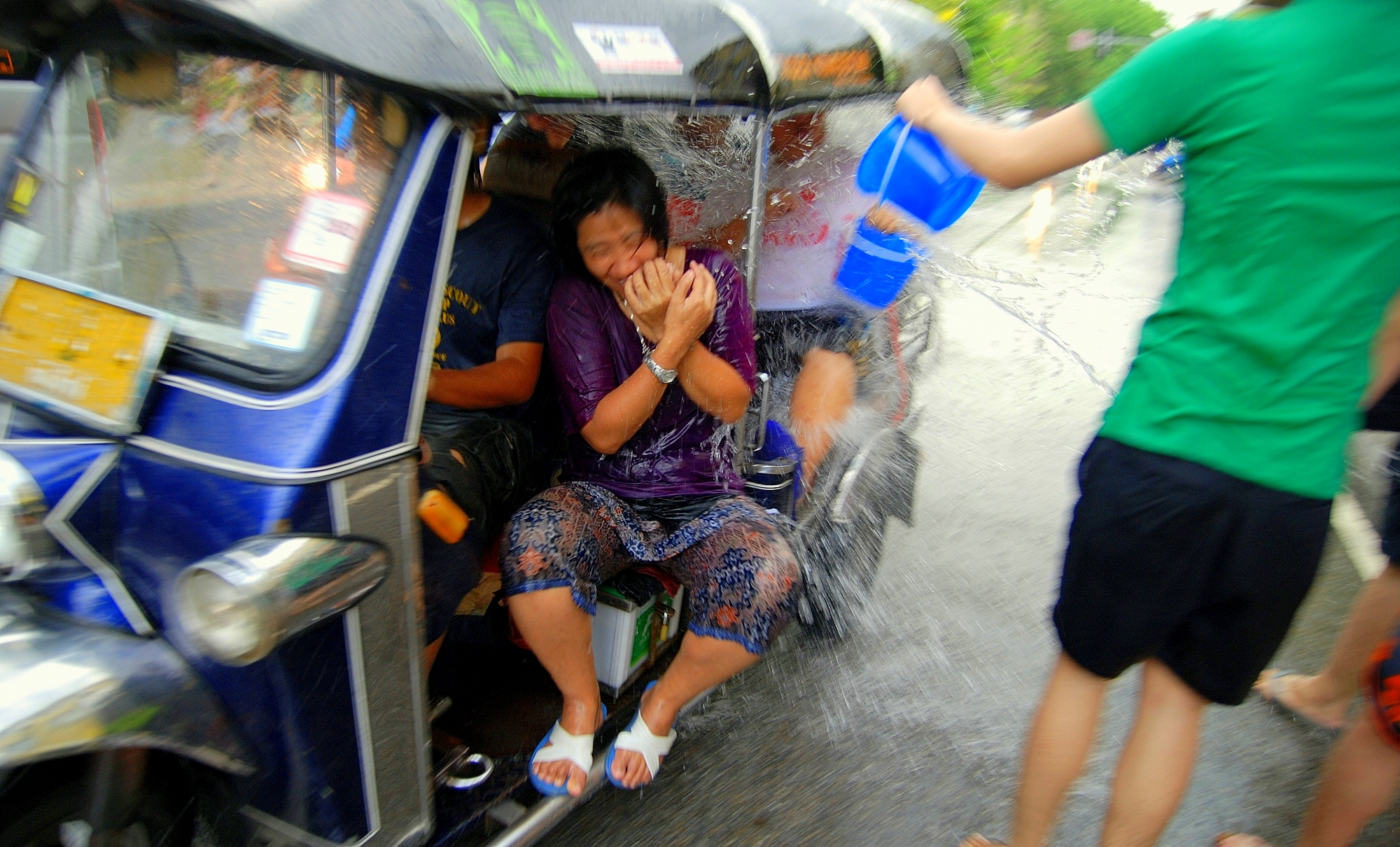
Обливання пасажирів тук-туку, Чіанг Май, Таїланд

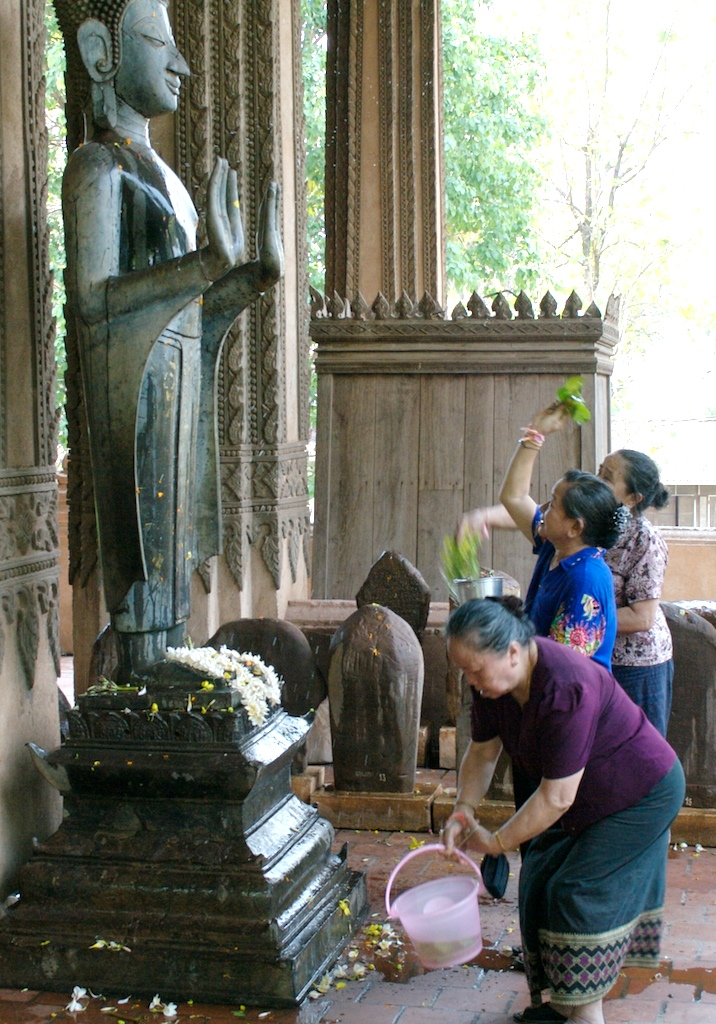
Обливання статуї Будди в Лаосі

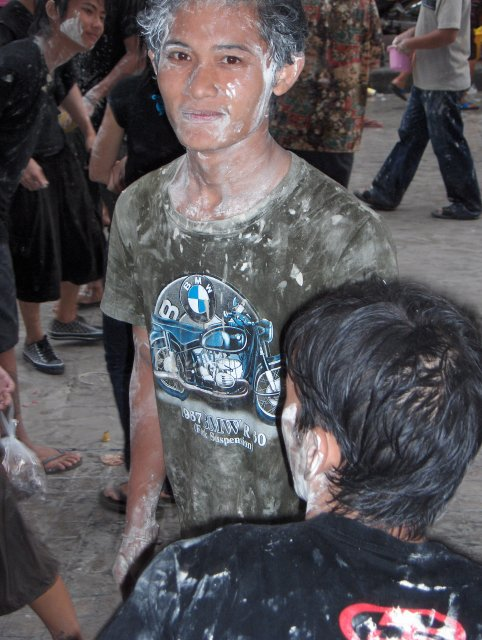
Таєць обмазаний крейдою

Сонгкран (тай. สงกรานต์) — традиційний фестиваль присвячений святкуванню Нового року в Таїланді та Лаосі. Відбувається щороку з 13 по 15 квітня. Подібні свята відбуваються також у Камбоджі, Шрі-Ланці та М'янмі.

## Назва
Походить з санскриту (संक्रांति) і дослівно означає «зміна» чи «трансформація».

## Святкування
Вранці віруючі відвідують буддистські храми та дарують ченцям їжу. На Сонгкан люди обливають один одного водою, що символічно очищає душу та змиває гріхи. Водою обливають навіть статуї Будди. Молодші члени сім'ї обливають старшим долоні.
Зазвичай влада перекриває центральні вулиці міст і на них розгортаються водяні баталії між групами молоді. На неперекритих вулицях їздять пікапи, навантажені бочками з водою, з яких також поливають перехожих і мотоциклістів. За правилами обливати можна чистою водою. Через спеку у воду можуть додавати кригу. За кілька тижнів до свята магазини починають продавати великі водяні пістолети.
Окрім води тайці намазують білу пудру (крейда) на обличчя у знак благословіння. Це єдиний день у році, коли дозволяється чіпати чуже обличчя, у тому числі і випадкових перехожих. У Бангкоці використання крейди для благословіння заборонено на туристичній вулиці Кхао-Сан-Роуд.

Сонгкран — це свято, коли тайці відвідують родичів. Старшим членам родини обмивають руки. Також відвідують могили родичів і обливають їх водою.
Три дні фестивалю офіційно затверджені державні вихідні у Таїланді.
Зазвичай тайці на фестивалі вживають велику кількість алкоголю. Згідно статистики кількість аварій на час Согкрану збільшується удвічі.

## Цікаві факти
- Google традиційно змінює свій тематичний малюнок для регіонального пошуку з 2008 року.[4]